# 이리트 카플란
이리트 카플란(히브리어: עירית קפלן, 영어: Irit Kaplan, 1973년 7월 27일 ~ )은 이스라엘의 배우이다. 제20회 오빌상 여우주연상 수상자이다.